# Lohmannia similis
Lohmannia similis är en kvalsterart som beskrevs av Balogh 1962. Lohmannia similis ingår i släktet Lohmannia och familjen Lohmanniidae. Inga underarter finns listade i Catalogue of Life.